# A-39攻擊機
A-39攻擊機（Kaiser-Fleetwings A-39）是Kaiser-Fleetwings 在1942年至1943年期間的研製的一款攻擊機。它配備4挺.50口径机枪和兩門37mm加農炮，以及重達3,000磅（1,400公斤）的炸彈。 A-39在任何原型機製造出來之前就被取消了。